# Lista över hedersdoktorer vid Handelshögskolan i Stockholm

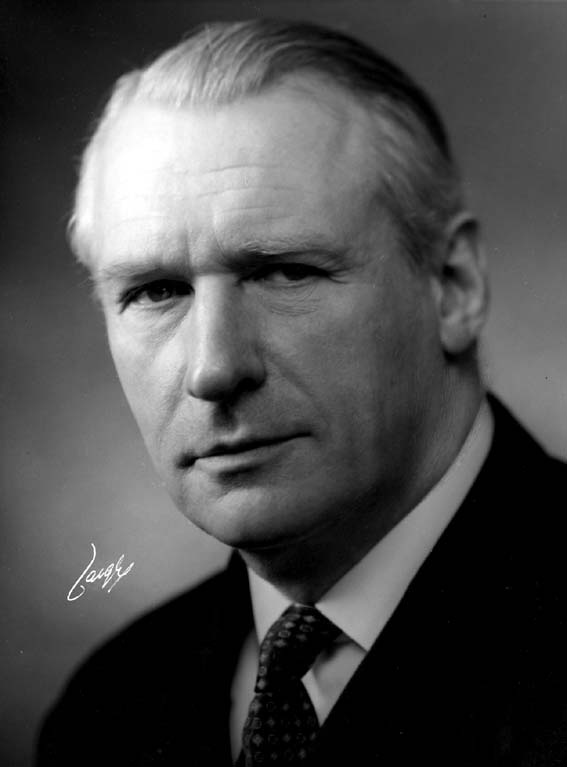
Jacob Wallenberg (1892-1980), ekon. dr h.c. 1956

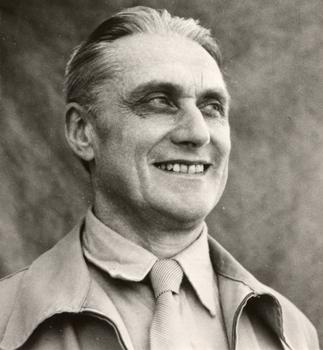
Ragnar Frisch, ekon. dr h.c. 1959

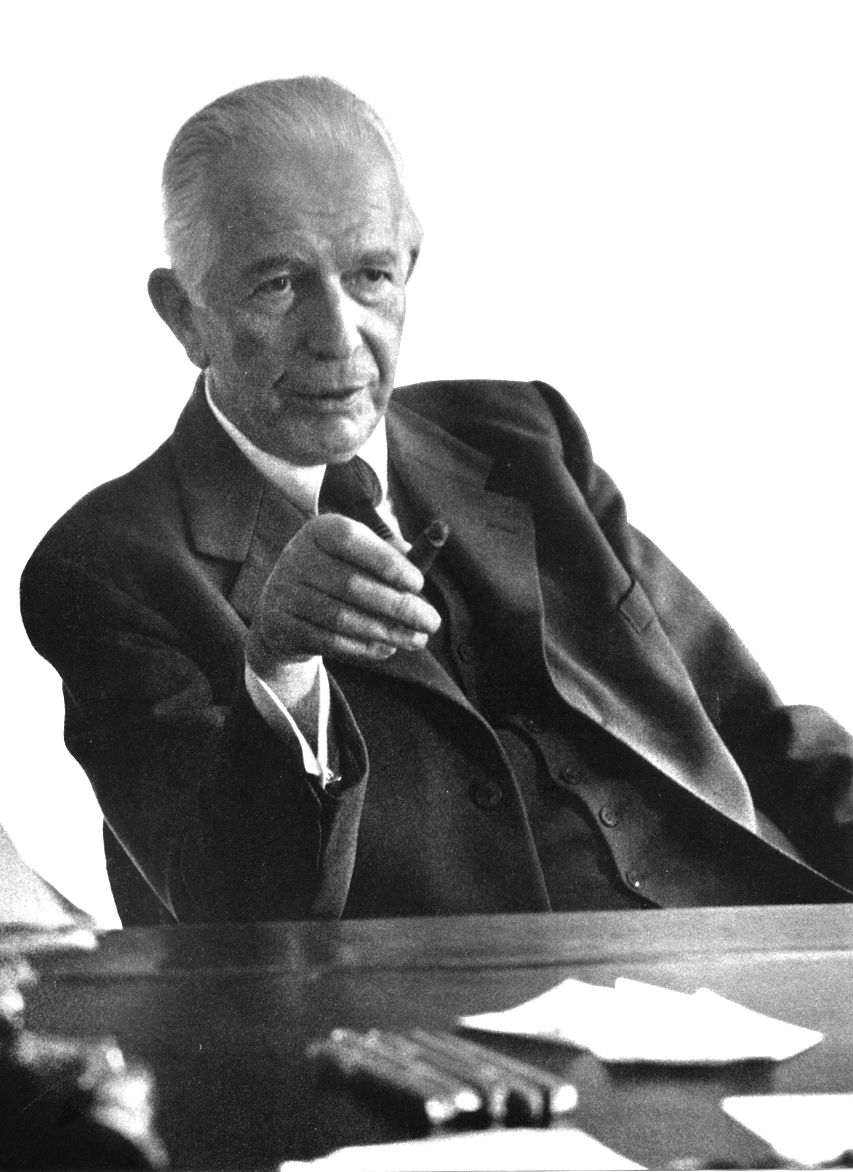
Assar Gabrielsson, ekon. dr h.c. 1959

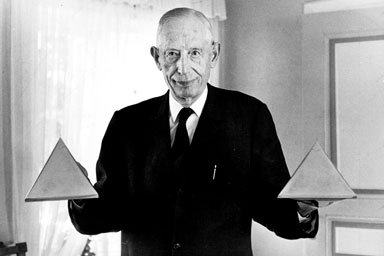
Ruben Rausing, ekon. dr h.c. 1959

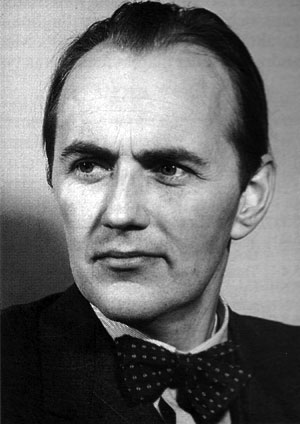
Gösta Rehn, ekon. dr h.c. 1971

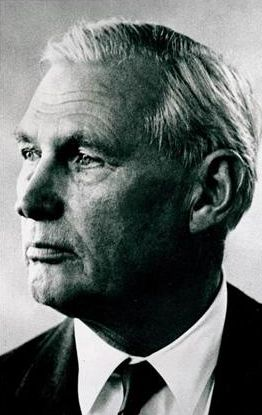
Marcus Wallenberg, ekon. dr h.c. 1971

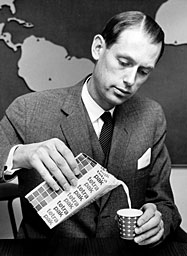
Hans Rausing, ekon. dr h.c. 1987

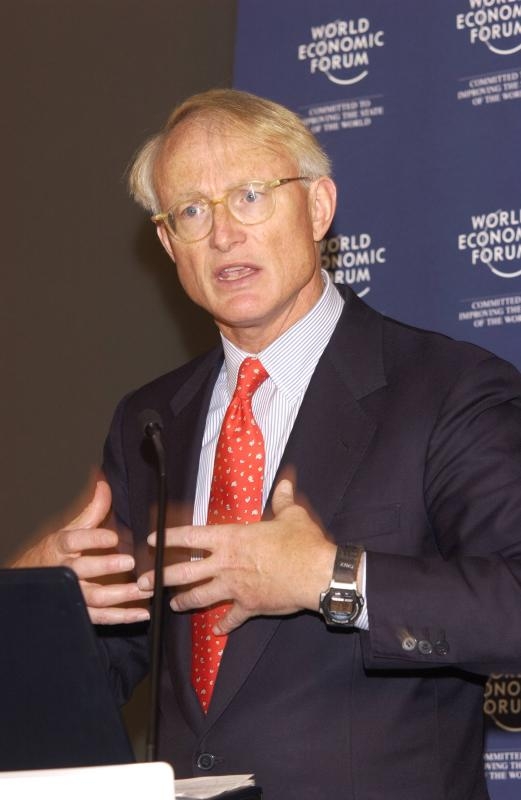
Michael Porter, ekon. dr h.c. 1989

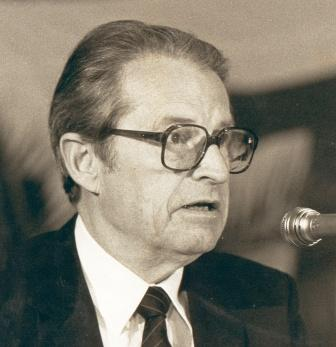
Curt Nicolin, ekon. dr h.c. 1994

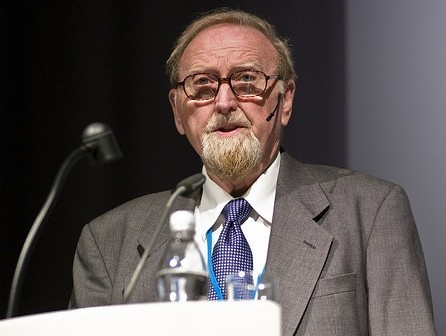
Clive Granger, ekon. dr h.c. 1998

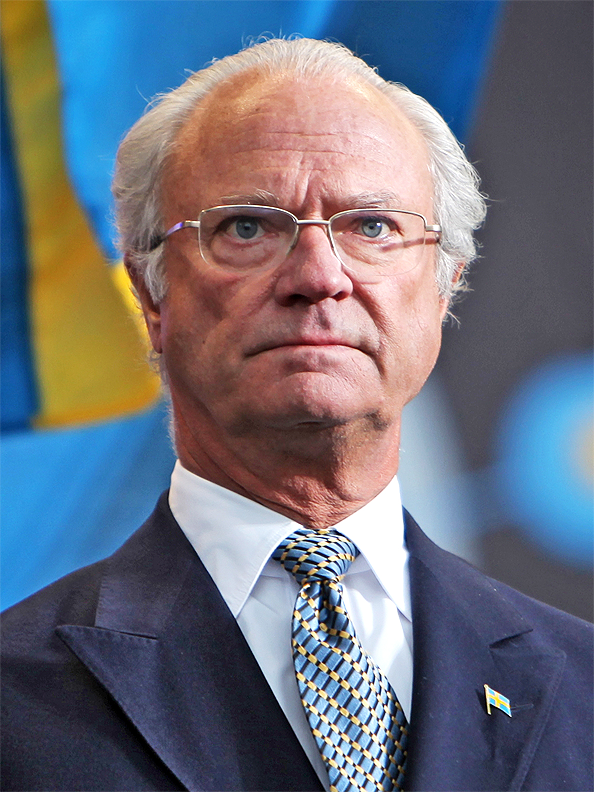
Carl XVI Gustaf, ekon. dr h.c. 1999

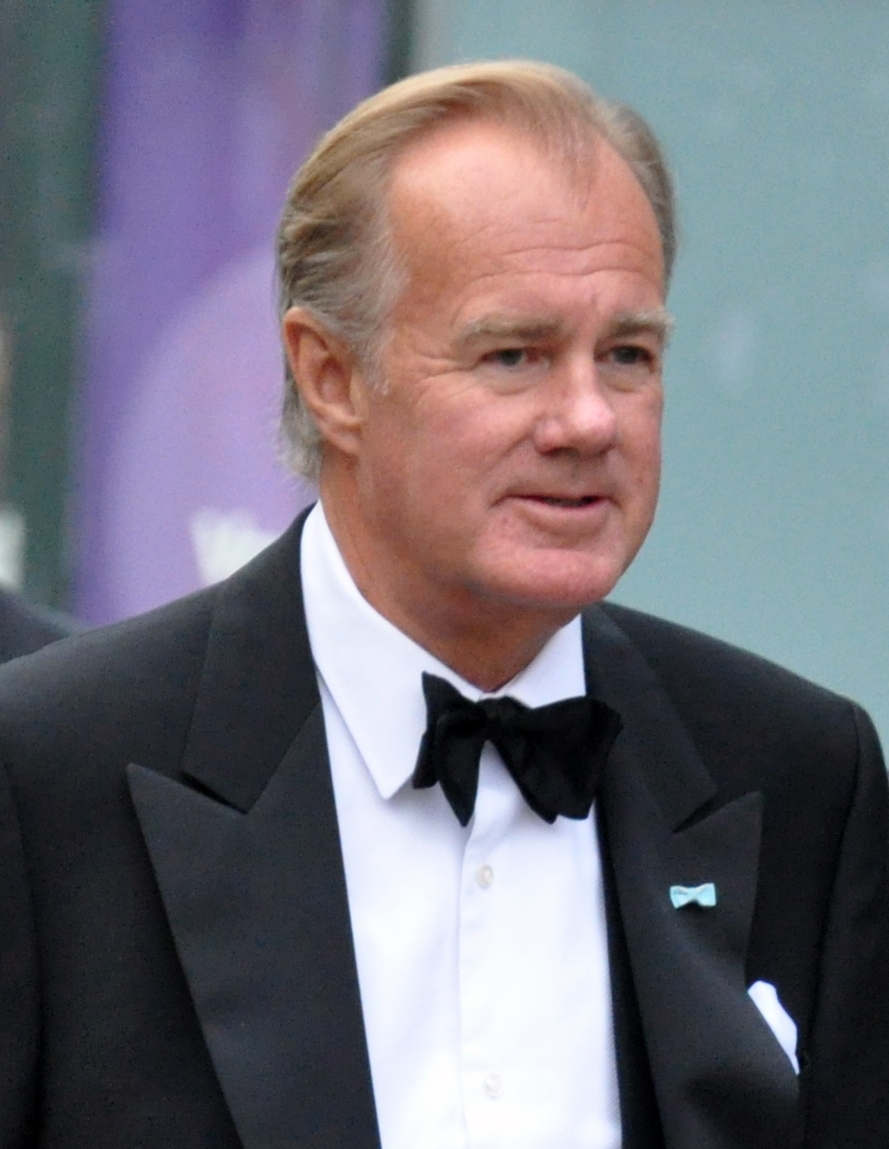
Stefan Persson, ekon. dr h.c. 2001

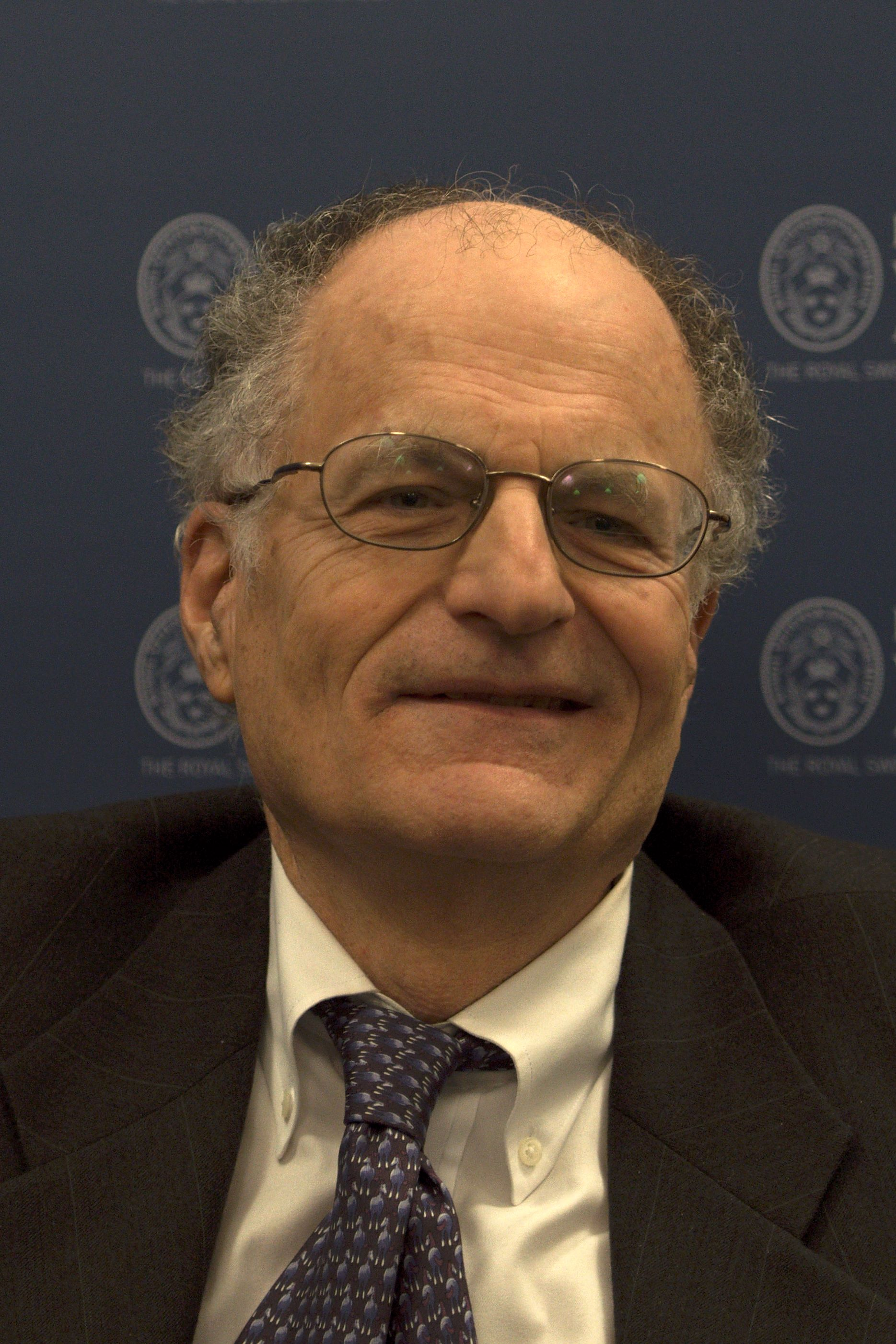
Thomas J. Sargent, ekon. dr h.c. 2001

Det här är en kronologisk lista över personer som har utnämnts till ekonomie hedersdoktor (latin: doctor honoris causa, förkortas ekon.dr h.c., engelska: Honorary Doctor of Business, förkortas Hon. D.B.) vid Handelshögskolan i Stockholm, en privat högskola grundad 1909. Handelshögskolan har utnämnt ekonomie hedersdoktorer sedan 1956, främst ur två kategorier, framstående akademiker och näringslivspersoner.
Därefter följer en kronologisk lista över personer som har utnämnts till ekonomie jubeldoktor (latin: doctor jubilaris, förkortas: ekon.jubeldr eller EjubD) vid högskolan, en titel som genom en särskild promotion tilldelas den som 50 år tidigare promoverats till ekonomie doktor vid Handelshögskolan i Stockholm.

## Ekonomie hedersdoktorer

### 1956
- Albin Johansson
- Oskar Sillén
- Gerhard Törnqvist
- Jacob Wallenberg

### 1959
- Joel Dean
- Ragnar Frisch
- Assar Gabrielsson
- Edwald Grether
- Ruben Rausing
- Erich Schneider
- Dudley Stamp

### 1971
- William J. Baumol
- Leif Holbaek-Hanssen
- Gösta Rehn
- Marcus Wallenberg

### 1973
- Horst Albach
- Per Åsbrink
- Akinlawon Mabogunje
- Ragnar Söderberg

### 1979
- H. Igor Ansoff
- Chris Argyris
- Folke Haldén
- Hans Stahle

### 1984
- Sten Gustafsson
- Nils Håkanson
- Per Hanner
- Per Lindberg
- Eytan Sheshinski (1937–)
- Johan Söderberg
- Peter Wallenberg
- Nils-Erik Wirsäll

### 1987
- Thomas F. Cooley
- Hans Rausing

### 1989
- Ole Lando
- Jacob Palmstierna
- Michael E Porter
- Ulf af Trolle

### 1991
- Prins Bertil
- Victor D. Norman

### 1992
- Reijiro Hattori
- Bo Rydin (1932–)
- Anthony M. Santomero

### 1994
- Curt Nicolin
- Douglass C North
- Alec November
- Olof Stenhammar

### 1996
- Peter Hackl
- Jonathan R. Macey
- John W. Meyer
- James Ohlson
- Paul Slovic

### 1998
- Rune Castenäs
- Claes Dahlbäck
- Gary Eppen
- Ronald E. Findlay
- Clive W. J. Granger
- Bengt Holmström
- Fredrik Lundberg

### 1999
- Carl XVI Gustaf
- Anthony John Culyer
- Gordon B. Davis
- Folke Ölander
- Gordon Redding

### 2001
- Carl Johan Åberg
- Louis P. Bucklin
- Kurt Jornsten
- Janos Kornai
- Paul Milgrom
- Stefan Persson

### 2003
- Jonas af Jochnick
- Arne Mårtensson
- Thomas J. Sargent
- Sven Söderberg
- Marcus Wallenberg

### 2005
- Philippe Aghion
- Peggy Bruzelius
- Barbara Czarniawska
- Bruce Kogut
- Torbjörn Rundmo
- Jacob Wallenberg

### 2007
- Franklin Allen
- Carl-Johan Bonnier
- Michael Brennan
- Erik Johnsen
- Dale W. Jorgenson
- Jan Wallander
- D. Eleanor Westney

### 2009
- Mats Arnhög
- Julian Birkinshaw
- Avinash Dixit
- Claes Fornell
- Ronald W. Jones
- James G. March
- Stephen Harland Penman
- Gabriel Urwitz
- Erik Åsbrink

### 2011
- Jagdish N Bhagwati
- Lars Engwall
- Roland Fahlin
- Trevor Hopper
- Björn Savén
- Katherine A. Schipper

### 2013
- Kjell Grønhaug
- Albert (Pete) Kyle
- Ingrid Werner
- Shaker A. Zahra

### 2014
- Marie Ehrling
- Håkan Håkansson
- Anders Nyrén

### 2016
- Harrison Hong
- David T. Robinson

### 2017
- Ulla Litzén
- Claes-Göran Sylvén
- Martin Walker
- Mary Walshok

### 2019
- Caroline Berg
- Sven Nyman
- Colin Camerer

## Ekonomie jubeldoktorer
Jubeldoktor (latin: doctor jubilaris) är en titel som genom en särskild promotion tilldelas den som 50 år tidigare promoverats till ekonomie doktor vid Handelshögskolan i Stockholm. Titeln förkortas ekon.jubeldr.
År för promotion till ekon.jubeldr, namn, år för promotion till ekon.dr, doktorsavhandlingens titel, och befattning.

### 2004
- Tryggve Paulsson Frenckner

### 2011
- Sven-Erik Johansson (1924–)
- Lars Nabseth (1928–)

### 2013
- Albert Danielsson